# Nasturtium africanum
Nasturtium africanum là một loài thực vật có hoa trong họ Cải. Loài này được Braun-Blanq. mô tả khoa học đầu tiên năm 1922.